# 皈依者狂热
皈依者狂热（英語：zeal of the convert）描述了对新信仰的强烈推崇，并与旧信仰坚决划清界限的一种信徒现象。

## 用法
“皈依者狂热”常在民间使用于改变信仰的狂热者，因为他们常常表现出比原信仰者更强烈的信仰。

## 例子
哈立德·马苏德皈依伊斯兰教后在西敏宫外杀了4人。
理查德·約翰·紐豪斯皈依天主教，对天主教的教义执念强过了常规天主教徒。
郑全行皈依伊斯兰教后，时常发表马来种族主义及伊斯兰主义的争议性言论，并以「超级怕输者」（ultra kiasu）一词抨击非穆斯林和非马来人，特别是马来西亚华人。

## 统计数据
在英国，穆斯林中的皈依者成分不到4％，但英国的穆斯林圣战分子中却有12％是穆斯林皈依者。
69％的皈依者声称宗教对他们至关重要，但是只有62％的原生教徒则宣称宗教对他们至关重要。
51％的皈依者每个星期至少拜礼一次，但是只有44％原生教徒这么做。
82％的皈依者不容置疑地信神，而只有77％的原生教徒如此不容置疑。